# 島尾永康
島尾 永康（しまお ながやす、1920年11月12日 - 2015年1月6日）は、日本の科学者。専門は科学史。
　

## 略歴
- 1920年（大正9年）11月12日　大阪・西区に生まれる
- 1939（昭和14）年　旧制関西学院中学部卒業、第三高等学校入学。
- 1947（昭和22）年　京都大学理学部卒業
- 1949（昭和24）年　関西学院に着任、数学・理科を担当（1965年まで）
  - この間に、京大の理学博士号を取得、1958年9月から1年間、米・プリンストン大学に留学。
- 1966（昭和41）年　関西大学教授
- 1968（昭和43）年  同志社大学教授

2015（平成27）年1月6日逝去

## 著作
- 『物質理論の探求』
- 『ニュートン』1994年6月（以上、岩波新書）
- 『中国化学史』
- 『人物化学史』
- 『百科全書・産業技術図版集』（以上、朝倉書店）
- 『ファラデー』（岩波書店）
- 『新島襄と科学』（同志社大学出版部）など。

## 訳書
- 『光学』　ニュートン、岩波文庫、1983年11月16日
- プライス『科学の科学、科学情報』（創元社）
- ドーマ『ラヴォワジエ』（共訳、東京図書）など
- チャールズ・C・ギリスピー『科学というプロフェッションの出現』（みすず書房）2010年
- ギリスピー『客観性の刃』～科学思想の歴史～（みすず書房）2011年